# Dreiwertige Logik
Dreiwertige Logiken (auch: ternäre Logiken) sind Beispiele für mehrwertige Logiken, also für nichtklassische Logiken, die sich von der klassischen Logik dadurch unterscheiden, dass das Prinzip der Zweiwertigkeit aufgegeben wird. Dies bedeutet, dass es statt zwei Wahrheitswerten drei gibt, nämlich anstatt nur „wahr“ (bzw. 1) und „falsch“ (bzw. 0) außerdem noch „unbekannt“, „unbestimmt“, „möglich“ oder „Don’t-Care“ (bzw. 1/2 oder i).

## Verschiedene dreiwertige Logiken
Die erste dreiwertige Logik ist das System Ł3, das Jan Łukasiewicz 1920 entwickelte. Ł3 steht in enger Beziehung zur intuitionistischen Logik. Das System wurde bald darauf von Łukasiewicz und anderen zu mehrwertigen Logiken erweitert. Eine gängige Alternative zu Ł3 ist die von Stephen Cole Kleene 1938 entwickelte Logik K3.
Dmitrij Analtoljevič Bočvar hat ebenfalls 1938 das dreiwertige System B3 vorgestellt, um logische und semantische Antinomien zu untersuchen, die in Logik höherer Stufen auftreten können. Der dritte Wahrheitswert stand bei ihm für sinnlos, paradox, bedeutungslos oder unsinnig.
Außerdem gibt es Varianten der dreiwertigen Logik, in der neben „wahr“ auch „unbestimmt“ ein ausgezeichneter Wahrheitswert ist, d. h. Folgerichtigkeit bedeutet in solchen Systemen, dass aus wahren Prämissen Konklusionen abgeleitet werden dürfen, die den Wahrheitswert „wahr“ oder „unbestimmt“ haben. Eine Alternative hierzu ist der Gebrauch des „schwachen nicht“, das die Negation einer Aussage mit unbestimmtem Wahrheitswert als wahr anerkennt.

## Formale Gemeinsamkeiten dreiwertiger Logiken
Neben den Wahrheitswerten w (wahr) und f (falsch) der klassischen Logik wird ein dritter Wahrheitswert eingeführt. Bei Łukasiewicz, der von einer erkenntnistheoretischen Fragestellung ausgeht, ist die intendierte Bedeutung dieses neu eingeführten Wertes in etwa: „nicht bewiesen, aber auch nicht widerlegt“; er kann als m – möglich gelesen werden. Interpretationen, die Ł3 in der Informatik anwenden, lesen den dritten Wahrheitswert als u für unbekannt. Andere dreiwertige Logiken gehen teilweise davon aus, dass der dritte Wahrheitswert für Aussagen vergeben wird, die „weder wahr noch falsch“ oder aber „sowohl wahr als auch falsch“ seien. In diesen Fällen ist der Wahrheitswert i für „indefinite“.
Für die Junktoren und {\displaystyle (\land )}, oder {\displaystyle (\lor )} und nicht {\displaystyle (\neg )} (sofern nicht das „schwache nicht“ verwendet wird) gelten folgende Wahrheitstafeln:
| a und b | a und b | a und b | a und b |
| b a     | f       | u       | w       |
| ------- | ------- | ------- | ------- |
| f       | f       | f       | f       |
| u       | f       | u       | u       |
| w       | f       | u       | w       |

| a oder b | a oder b | a oder b | a oder b |
| b a      | f        | u        | w        |
| -------- | -------- | -------- | -------- |
| f        | f        | u        | w        |
| u        | u        | u        | w        |
| w        | w        | w        | w        |

| nicht a | nicht a                 |
| a       | {\displaystyle \neg } a |
| ------- | ----------------------- |
| f       | w                       |
| u       | u                       |
| w       | f                       |

Dies kann auch folgendermaßen zusammengefasst werden:
- Der Wahrheitswert von {\displaystyle A\land B} ist das Minimum der Wahrheitswerte von {\displaystyle A} und {\displaystyle B};
- Der Wahrheitswert von {\displaystyle A\lor B} ist das Maximum der Wahrheitswerte von {\displaystyle A} und {\displaystyle B};
- Der Wahrheitswert von {\displaystyle \neg A} ist der umgekehrte Wahrheitswert von {\displaystyle A};

## Ł3und K3
Die Logiken Ł3 und K3 unterscheiden sich lediglich in der Definition der Subjunktion {\displaystyle (\rightarrow )}, d. h. des Junktors, der das natürlichsprachliche Konditional abbilden soll. Die entsprechenden Wahrheitstafeln sind:
| wenn a dann b in Ł3 | wenn a dann b in Ł3 | wenn a dann b in Ł3 | wenn a dann b in Ł3 |
| b a                 | f                   | u                   | w                   |
| ------------------- | ------------------- | ------------------- | ------------------- |
| f                   | w                   | w                   | w                   |
| u                   | u                   | w                   | w                   |
| w                   | f                   | u                   | w                   |

| wenn a dann b in K3 | wenn a dann b in K3 | wenn a dann b in K3 | wenn a dann b in K3 |
| b a                 | f                   | u                   | w                   |
| ------------------- | ------------------- | ------------------- | ------------------- |
| f                   | w                   | w                   | w                   |
| u                   | u                   | u                   | w                   |
| w                   | f                   | u                   | w                   |

Umstritten ist also lediglich der Fall, in dem beide Teile der Subjunktion den Wahrheitswert 1/2 haben. Nach Ł3 ist die Subjunktion hier wahr, nach K3 trägt sie den Wahrheitswert 1/2. Dieser Unterschied hat jedoch erhebliche Auswirkungen. Insbesondere gibt es in K3 keine Tautologien, Folgerichtigkeit bleibt jedoch möglich. In Ł3 bleiben zahlreiche Tautologien der klassischen Logik erhalten, es kommt dabei jedoch auch zu Paradoxien. Diese Unterschiede sind vor allem damit zu erklären, dass Łukasiewicz eine erkenntnistheoretische Motivation verfolgte, während Kleene eher einen Umgang mit Aussagen suchte, die sich auch bei objektiver Kenntnis der Wahrheit nicht ohne weiteres als „wahr“ oder „falsch“ bezeichnen lassen.

## B3
Die Logik B3 unterscheidet zwischen inneren und äußeren Wahrheitswertfunktionen. Die inneren Wahrheitswertfunktionen entsprechen den klassischen, wenn der Wahrheitswert „u“ nicht vorkommt und sind sonst stets „u“. Die innere Negation entspricht damit der Negation in den Ł3 und K3.
| Innere Konjunktion in B3 |   |   |   |
| b a                      | f | u | w |
| f                        | f | u | f |
| u                        | u | u | u |
| w                        | f | u | w |

| Innere Alternative in B3 |   |   |   |
| b a                      | f | u | w |
| f                        | f | u | w |
| u                        | u | u | u |
| w                        | w | u | w |

| Innere Implikation in B3 |   |   |   |
| b a                      | f | u | w |
| f                        | w | u | w |
| u                        | u | u | u |
| w                        | f | u | w |

Hier ist der mittlere Wahrheitswert gewissermaßen „infektiös“, jede Verwendung von Propositionen mit diesem Wahrheitswert wird in irgendeiner Kombination von Junktoren dazu führen, dass der Wahrheitswert der Gesamtaussage auch u ist. Daher gibt es in B3 zwei weitere einstellige Wahrheitswertfunktionen jf und jw
| Wahrheitswertfunktion jw |       |
| a                        | jw(a) |
| f                        | f     |
| u                        | f     |
| w                        | w     |

| Wahrheitswertfunktion jf |       |
| a                        | jf(a) |
| f                        | w     |
| u                        | f     |
| w                        | f     |

Die Wahrheitsfunktion jw steht für die Äußerung einer Proposition, jf steht für die Verneinende Äußerung. So kann die Behauptung einer Proposition P mit dem Wahrheitswert u als falsch bewertet werden, die Ablehnung von P wird als wahr bewertet. Bočvar wollte mit dieser Logik Paradoxien wie der Lügnerparadoxie begegnen, die mit dem Wahrheitswert u belegt werden sollten. Die Bedeutung von u ist hier also „bedeutungslos“ oder „paradox“.

## „u“ als ausgezeichneter Wahrheitswert
Eine andere Möglichkeit zum Umgang mit der dreiwertigen Logik ist, ihn neben „wahr“ als zweiten ausgezeichneten Wahrheitswert zuzulassen. Damit ist Folgerichtigkeit gewährleistet, wenn der Wahrheitswert der Konklusion eines Arguments „wahr“ oder „unbestimmt“ bzw. „unbekannt“ ist. Dabei liegt es nahe, die Wahrheitsfunktion der Subjunktion gegenüber Ł3 zu verändern, um die Zahl der Paradoxien zu begrenzen. Als Beispiele hier die Wahrheitstabellen der Subjunktion in LP und RM3:
| wenn a dann b in LP |   |   |   |
| b a                 | f | u | w |
| f                   | w | w | w |
| u                   | u | u | w |
| w                   | f | u | w |

| wenn a dann b in RM3 |   |   |   |
| b a                  | f | u | w |
| f                    | w | w | w |
| u                    | f | u | w |
| w                    | f | f | w |

LP („Logic of Paradox“ von Graham Priest) verwendet die gleiche Wahrheitsfunktion der Subjunktion wie K3, allerdings gibt es im Gegensatz zu K3 zahlreiche Tautologien, dafür jedoch keinen modus ponens. Dieser ist in RM3 gesichert, auch einige Paradoxien aus LP tauchen hier nicht auf.

## Starke und schwache Negation
Eine Alternative zur Verwendung von zwei ausgezeichneten Wahrheitswerten ist die Verwendung zweier unterschiedlicher Negationen. Diese wird vor allem mit Ł3 kombiniert. Dabei werden eine starke Negation {\displaystyle \neg } und die schwache Negation {\displaystyle \thicksim } unterschieden:
- Der Wahrheitswert der starken (bzw. inneren, präsupponierenden) Negation {\displaystyle \neg A} ist die Umkehrung des Wahrheitswertes von {\displaystyle A}, bei unbestimmtem Wahrheitswert ändert sich hier nichts.
- Der Wahrheitswert der schwachen (bzw. äußeren, nicht-präsupponierenden) Negation {\displaystyle \thicksim \!\!A} ist „falsch“, wenn der Wahrheitswert von {\displaystyle A} „wahr“ ist, und sonst immer „wahr“. Diese Negation entspricht etwa der Formulierung „Es ist nicht wahr, dass P.“

Die Wahrheitstafeln sind also:
| starke Negation |                         |
| A               | {\displaystyle \neg } A |
| f               | w                       |
| u               | u                       |
| w               | f                       |

| schwache Negation |                              |
| A                 | {\displaystyle \thicksim } A |
| f                 | w                            |
| u                 | w                            |
| w                 | f                            |

Entsprechend werden zwei Subjunktionen definiert:
- Die starke Subjunktion {\displaystyle (\Rightarrow \!\,)} durch: {\displaystyle A\Rightarrow B:=\neg A\lor B}
- Die schwache Subjunktion {\displaystyle (\rightarrow )\!\,} durch: {\displaystyle A\rightarrow B:=\ \thicksim \!\!A\lor B}

Als Tautologien werden Formeln bezeichnet, die bei jeder Belegung ihrer Elemente den Wahrheitswert „w“ erhalten. In diesem Sinne sind {\displaystyle \thicksim \!\!(A\land \thicksim \!\!A)}, {\displaystyle A\rightarrow \ \thicksim \thicksim \!\!A}, aber auch {\displaystyle A\lor \thicksim \!\!A} und {\displaystyle \thicksim \thicksim \!\!A\rightarrow A} Tautologien. Allgemein lässt sich zeigen, dass die Tautologien in Ł3, die keine starken Junktoren enthalten, genau den allgemeingültigen Formeln der klassischen zweiwertigen Logik entsprechen. Dagegen sind {\displaystyle A\lor \neg A} und {\displaystyle \thicksim \!\neg A\rightarrow A} keine Tautologien in Ł3, wohl aber die Umkehrung {\displaystyle A\rightarrow \thicksim \!\neg A} und die Formel {\displaystyle \thicksim \!\!(A\land \neg A)}. Ł3 entspricht damit den Forderungen, die die Intuitionisten aufgestellt haben.
Das „ex falso quodlibet“ ist nicht nur in der „klassischen“ Form {\displaystyle \thicksim \!\!A\rightarrow (A\rightarrow B)} eine Tautologie, sondern auch in der „intuitionistischen“ Form {\displaystyle \neg A\rightarrow (A\rightarrow B)}. In der Form {\displaystyle \neg A\Rightarrow (A\Rightarrow B)} ist es dagegen keine Tautologie, wie dies etwa den Forderungen des Minimalkalküls entspricht.